# Nymphalis coloefacta
Nymphalis coloefacta är en fjärilsart som beskrevs av Urech 1897. Nymphalis coloefacta ingår i släktet Nymphalis och familjen praktfjärilar. Inga underarter finns listade i Catalogue of Life.